# Segunda Liga de Croacia
La Segunda Liga de Croacia (croata: Druga hrvatska nogometna liga) o 2.HNL es la segunda división en el sistema de ligas del fútbol croata. La liga se formó en 1991 con la disolución de la Segunda División de Yugoslavia y es gestionada por la Federación Croata de Fútbol.
Entre el 2001-02 temporada y temporada 2005-06, la liga se dividió en dos divisiones, una que es la segunda Liga del Norte de Croacia y el otro es el sur de Croacia Segunda Liga. Cada una de estas dos ligas, consistente en doce equipos que juegan en un sistema más o menos idéntica a la de la 1.HNL. Sin embargo, desde el inicio de la temporada 2006-07, el segundo lugar de la liga croata unida comprende dieciséis equipos de todo el país. El descenso de esta división es en una de las divisiones regionales de la Treća HNL.

## Equipos 2025-2026
| Club                    | Ciudad      | Estadio                    | Capacidad |
| ----------------------- | ----------- | -------------------------- | --------- |
| BSK Bijelo Brdo         | Bijelo Brdo | Estadio BSK                | 1.200     |
| HNK Cibalia             | Vinkovci    | Estadio Cibalia            | 9.958     |
| NK Croatia Zmijavci     | Zmijavci    | Estadio Marijan Šuto Mrma  | 2.000     |
| NK Dubrava              | Zagreb      | Estadio NŠC Stjepan Spajić | 5.000     |
| NK Dugopolje            | Dugopolje   | Estadio Hrvatski Vitezovi  | 5.200     |
| NK Jarun Zagreb         | Zagreb      | Estadio Ivan Laljak-Ivić   | 5.228     |
| NK Opatija              | Opatija     | Estadio Kantrida           | 10.600    |
| HNK Orijent 1919        | Rijeka      | Estadio Krimeja            | 3.500     |
| NK Rudeš                | Zagreb      | Estadio Kranjčevićeva      | 5.350     |
| NK Sesvete              | Sesvete     | Estadio Sveti Josip radnik | 2.000     |
| HNK Sivenik             | Sivenik     | Stadion Šubićevac          | 8.000     |
| NK Zrinski Osječko 1664 | Punitovci   | Estadio Gradski vrt        | 17.061    |

## Campeones y Ascensos
en color verde los clubes ascendidos a la 1.HNL.

### Desde 1999
| Temporada | División Norte         | División Sur           | ascendido                                                       |
| --------- | ---------------------- | ---------------------- | --------------------------------------------------------------- |
| 1998–99   | NK Vukovar '91         | NK Vukovar '91         | NK Istra (2nd)                                                  |
| 1999–2000 | NK Marsonia            | NK Marsonia            | NK Čakovec (2nd)                                                |
| 2000–01   | NK Kamen Ingrad Velika | NK Kamen Ingrad Velika | NK Pomorac Kostrena (2nd) NK Zadar (4th) NK TŠK Topolovac (5th) |
| 2001–02   | NK Vukovar '91         | NK Istra 1961          | -----------                                                     |
| 2002–03   | NK Marsonia            | NK Inter Zaprešić      | ----------                                                      |
| 2003–04   | NK Međimurje           | NK Istra 1961          | ----------                                                      |
| 2004–05   | HNK Cibalia Vinkovci   | NK Novalja             | ----------                                                      |
| 2005–06   | NK Belišće             | HNK Šibenik            | ----------                                                      |

### Grupo único
- El campeón asciende a la 1.HNL, el segundo clasificado disputa una promoción por otro ascenso.
- En 2011 y 2012 el campeón no ascendió por razones económicas.
| Temporada | Campeón                 | Subcampeón                                                   |
| --------- | ----------------------- | ------------------------------------------------------------ |
| 2006–07   | NK Inter Zaprešić       | NK Zadar (2º)                                                |
| 2007–08   | NK Croatia Sesvete      | ----------                                                   |
| 2008–09   | NK Istra 1961           | NK Karlovac (2º) NK Lokomotiva Zagreb (3º) NK Međimurje (5º) |
| 2009–10   | RNK Split               | NK Hrvatski Dragovoljac (3º)                                 |
| 2010–11   | HNK Gorica              | NK Lučko (2º)                                                |
| 2011–12   | NK Dugopolje            | ----------                                                   |
| 2012–13   | NK Hrvatski Dragovoljac | ----------                                                   |
| 2013–14   | NK Zagreb               | ----------                                                   |
| 2014–15   | NK Inter Zaprešić       | ----------                                                   |
| 2015–16   | HNK Cibalia Vinkovci    | ----------                                                   |
| 2016–17   | NK Rudeš                | ----------                                                   |
| 2017–18   | HNK Gorica              | ----------                                                   |
| 2018–19   | NK Varaždin             | ----------                                                   |
| 2019–20   | HNK Šibenik             | ----------                                                   |
| 2020–21   | NK Hrvatski Dragovoljac | ----------                                                   |
| 2021–22   | NK Varaždin             | ----------                                                   |
| 2022–23   | NK Rudeš                | ----------                                                   |